# Mario Leitner
Mario Leitner (St. Veit an der Glan, 2 de febrero de 1997) es un deportista austríaco que compite en piragüismo en la modalidad de eslalon.
Ganó una medalla de bronce en el Campeonato Mundial de Piragüismo en Eslalon de 2021 y tres medallas de plata en el Campeonato Europeo de Piragüismo en Eslalon, en los años 2022 y 2024.

## Palmarés internacional
| Campeonato Mundial | Campeonato Mundial             | Campeonato Mundial | Campeonato Mundial |
| Año                | Lugar                          | Medalla            | Competición        |
| ------------------ | ------------------------------ | ------------------ | ------------------ |
| 2021               | Bratislava (Eslovaquia)        | Medalla de bronce  | K1 extremo         |
| Campeonato Europeo |                                |                    |                    |
| Año                | Lugar                          | Medalla            | Competición        |
| 2022               | Liptovský Mikuláš (Eslovaquia) | Medalla de plata   | K1 extremo         |
| 2024               | Tacen (Eslovenia)              | Medalla de plata   | K1 individual      |
| 2024               | Tacen (Eslovenia)              | Medalla de plata   | K1 por equipos     |